# Rafel Tous i Ferrà
Rafel Tous i Ferrà (Palma, Mallorca, 1853 - Palma, Mallorca, 1898) va ser un religiós i escriptor mallorquí.
Fou degà de la Catedral de Palma i cofundador del diari El Ancora i més endavant, també de la Tipografia Catòlica Balear. El 1894 va participar en el Congrés Catòlic de Tarragona i va publicar El papa y los católicos españoles. Fou el responsable del comentari d'algun evangeli i de l'article El Gólgota después de la muerte de Jesús (1901). També va ser col·laborador de la revista Mallorca Dominical. Es va dedicar a la difusió i divulgació d'obres de caràcter religiós i sòcio-religiós i a l'edició de cartes dels bisbes mallorquins.